# 우에스기씨
우에스기 씨(일본어: 上杉氏)는, 일본의 씨족 가운데 하나이다. 우에스기라는 성씨는 교토부 아야베시 우에스기 정에서 비롯되었다. 가마쿠라 시대, 무로마치 시대에서 에도 시대에 걸쳐서 번영을 누린 무가 일족이 유명하다. 에치고(越後) · 고즈케·무사시·사가미 슈고직을 보유하였다.
원래는 교토의 지카케(地下家)로 구게(公家)에 속한 가문이지만, 가마쿠라 막부의 쇼군이 된 무네타카 친왕(宗尊親王)의 종자로서 간토로 내려가 무사화하였으며, 무로마치 시대(室町時代)에는 쇼군 아시카가 씨(足利氏) 집안과의 혈연으로 간토 간레이(関東管領)를 세습하여 간토에서 널리 세력을 넓혔다. 
이윽고 오기가야쓰(扇谷) ・ 다쿠마(宅間) ・ 이누가케(犬懸) ・ 야마노우치(山内) 이렇게 네 집안으로 나뉘었고, 오기가야쓰와 야마노우치는 번영하였으나 고호조씨(後北条氏)와의 싸움으로 오기가야쓰는 멸망하였고 야마노우치 당주 우에스기 노리마사(上杉憲政)도 에치고로 달아나 산조 나가오 가(三条長尾家) 출신의 나가오 가게토라(長尾景虎, 훗날의 우에스기 겐신)에게 야마노우치 우에스기 집안의 가독(家督)을 넘겼다. 겐신은 에치고를 대표하는 센고쿠 다이묘(戦国大名)가 되었다. 그 양자 가게카쓰(景勝)는 아이즈(会津) 120만 석을 받아 도요토미 정권(豊臣政権)에서 오대로(五大老)가 되었으나, 이후 세키가하라 전투(関ヶ原の戦い)에서 서군(西軍)에 가담하였다가 패하고 데와(出羽)의 요네자와 번(米沢藩) 30만 석(나오에 가네쓰구가 51만 석까지 오르기는 했다)으로 삭감 전봉되었다. 이후 에도 시대(江戸時代) 전기에 이르면 15만 석까지 감봉되었다. 
메이지 유신(明治維新) 이후 화족(華族)으로 백작가(伯爵家)의 반열에 들었다.

## 출신
후지와라 북가 가주지 류(勧修寺流)의 후손으로 가마쿠라 시대 중기부터 교토의 중급 공가의 반열에 든 뒤, 시게후사(重房) 대에 이르러 단바국 이카루가 군 우에스기 장원(현 교토부 아야베시 우에스기 정 주변)을 영지로 얻은 뒤 이를 본관으로 삼아 우에스기 씨를 칭하였다. 아시카가 다카우지가 여기서 태어났다는 전승이 남아있다. 원래는 천황가를 섬기는 공가였으나, 가마쿠라 시대 후기, 친왕이 쇼군으로 즉위하자 친왕을 수행하여 가마쿠라로 내려가 뒤에 무사 계급이 되었다. 아시카가씨와 인척이 되어 세력을 넓혔다.

## 역사
무로마치 시대에는 가마쿠라 부에서 가마쿠라 구보의 시쓰지(執事)직, 이어서 간토 관령 직을 세습하며, 에치고·고즈케·무사시·사가미 등 일족이 4개 구니의 슈고직을 차지하며 유력 슈고 다이묘로서 번영하였다. 그러나, 종래부터 가마쿠라 부를 섬겨 간토에 거점을 두었던 야마노우치 우에스기가(山内上杉家)와, 처음에는 무로마치 막부에 사관하며 교토에 거주하다 간토로 내려온 오기가야쓰 우에스기가(扇谷上杉家)가 서로 간토 지방의 패권을 걸고 내분을 일으켜 점차 쇠퇴하게 되었다.
센고쿠 시대에는 간토의 패권을 신흥세력인 고 호조씨에게 빼앗기고, 야마노우치 우에스기가 당주 우에스기 노리마사는 에치고 슈고다이로서 세력을 키운 나가오씨(長尾氏)의 나가오 가게토라(후의 우에스기 겐신)을 양자로 삼아 우에스기 가문의 이름을 물려주었다. 가게토라는 야마노우치 우에스기가의 가독을 상속하고 간토 간레이 직에 취임하여 우에스기 마사토라(上杉政虎, 후에 데루토라(輝虎), 출가하여 겐신으로 개명)라고 개명하고, 재차 우에스기 가문의 세력을 회복하였다. 겐신의 양자 우에스기 가게카쓰는 도요토미 정권의 고다이로 중 한 사람으로 대우받으며 아이즈 120만 석의 영지를 자랑하였으나, 세키가하라 전투에서 서군에 가담한 결과 에도 시대에는 요네자와번 30만 석(실고 51만 석)을 영유하였다. 후에 후계가 끊길 위기에 봉착하는 등 어려움을 겪으며 15만 석까지 감봉되었으나, 막말까지 다이묘로서의 지위를 유지하였다.
메이지 시대에는 화족의 반열에 들어 백작 작위를 받았다.

## 같이 보기
- 간토 간레이
- 교토쿠의 난
- 요네자와번